# Gastrosaccus namibensis
Gastrosaccus namibensis är en kräftdjursart som beskrevs av Wooldridge och McLachlan 1987. Gastrosaccus namibensis ingår i släktet Gastrosaccus och familjen Mysidae. Inga underarter finns listade i Catalogue of Life.